# Lets voetbalkampioenschap 1947
In 1947 werd het vierde voetbalseizoen gespeeld van de Letse SSR, voorheen was Letland onafhankelijk en speelden de clubs in de  Virslīga. Daugava Liepaja werd voor tweede keer kampioen.

## Stand
| Pos | Team            | Wed | W | G | V | Ptn | DV | DT | +/− |
| --- | --------------- | --- | - | - | - | --- | -- | -- | --- |
| 1   | Daugava Liepaja | 12  | 9 | 3 | 0 | 21  | 43 | 12 | +31 |
| 2   | VEF             | 12  | 6 | 4 | 2 | 16  | 21 | 17 | +4  |
| 3   | PAK Goncharov   | 12  | 5 | 4 | 3 | 14  | 21 | 17 | +4  |
| 4   | FK Daugava Riga | 12  | 3 | 5 | 4 | 11  | 21 | 33 | −12 |
| 5   | Dinamo Rīga     | 12  | 4 | 2 | 6 | 10  | 28 | 31 | −3  |
| 6   | AVN             | 12  | 2 | 3 | 7 | 7   | 16 | 27 | −11 |
| 7   | Spartak         | 12  | 1 | 3 | 8 | 5   | 17 | 30 | −13 |

## Kampioen
| Virslīga 1947                       |
| Letland                             |
| ----------------------------------- |
| Daugava Liepaja Kampioen (2° titel) |